# Wallfahrtskirche Maria Schöndorf

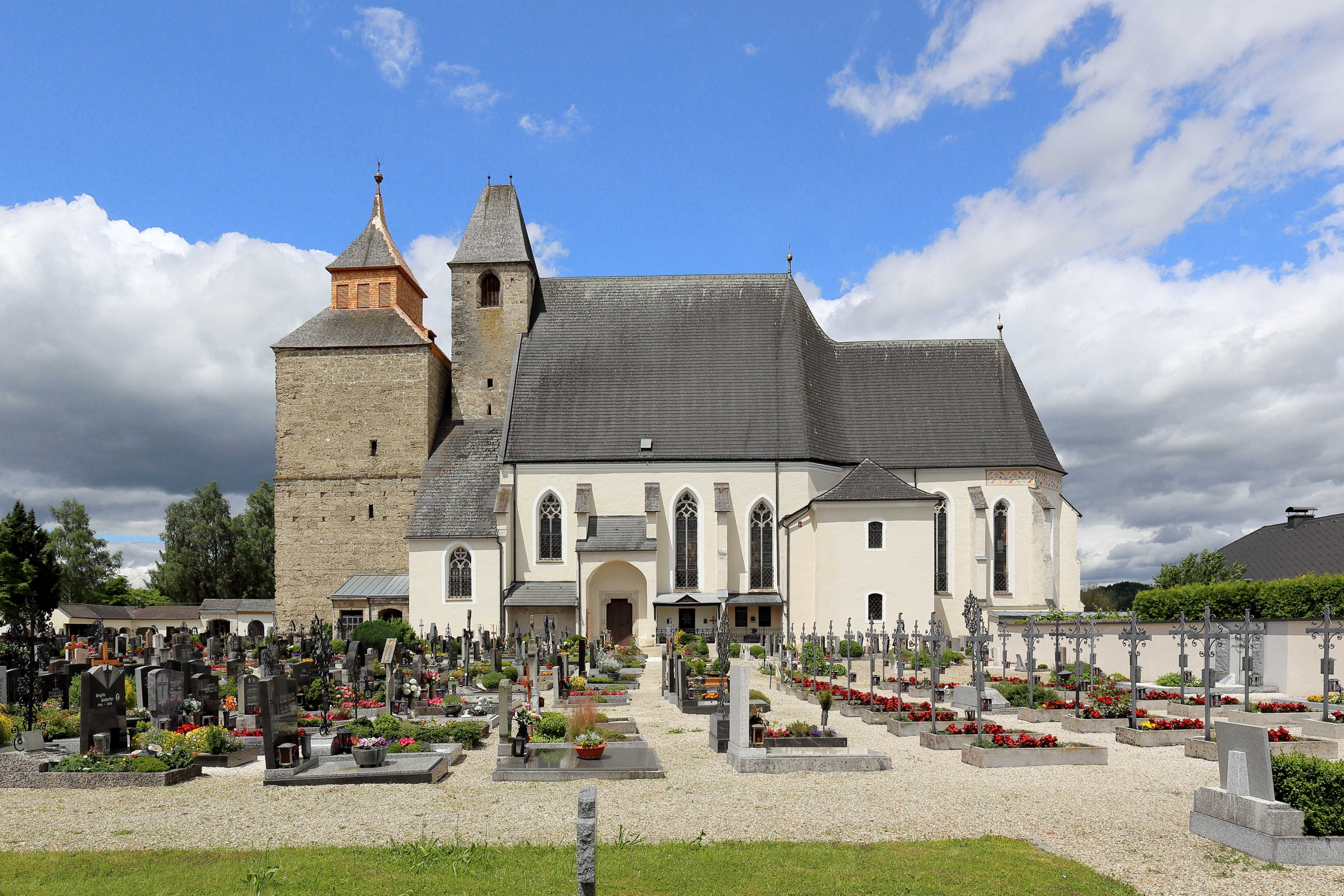
Wallfahrtskirche Maria Schöndorf von Süden

Die römisch-katholische Wallfahrtskirche Maria Schöndorf steht im Ort Schöndorf in der Stadtgemeinde Vöcklabruck im Bezirk Vöcklabruck in Oberösterreich. Die auf Mariä Himmelfahrt geweihte Wallfahrtskirche ist eine Filialkirche der Pfarrkirche Vöcklabruck im Dekanat Schwanenstadt der Diözese Linz. Die Kirche steht unter Denkmalschutz.

## Lage
Die Wallfahrtskirche Maria Schöndorf befindet sich im Süden der Stadt auf dem Schöndorfer Plateau und ist mit ihren zwei hintereinander angeordneten Türmen wohl einmalig in Österreich.

## Geschichte
Die erste urkundliche Erwähnung der Kirche erfolgte im Jahr 823. Sie ist damit neben der Stiftskirche Mondsee das älteste bezeugte Gotteshaus im Bezirk. 1146/47 wird sie erstmals als Pfarrkirche erwähnt. Sie war bis 1785 die Pfarrkirche der Stadt und umfasste auch die heutigen Pfarrsprengel Attnang-Puchheim, Regau und Timelkam.

## Baubeschreibung

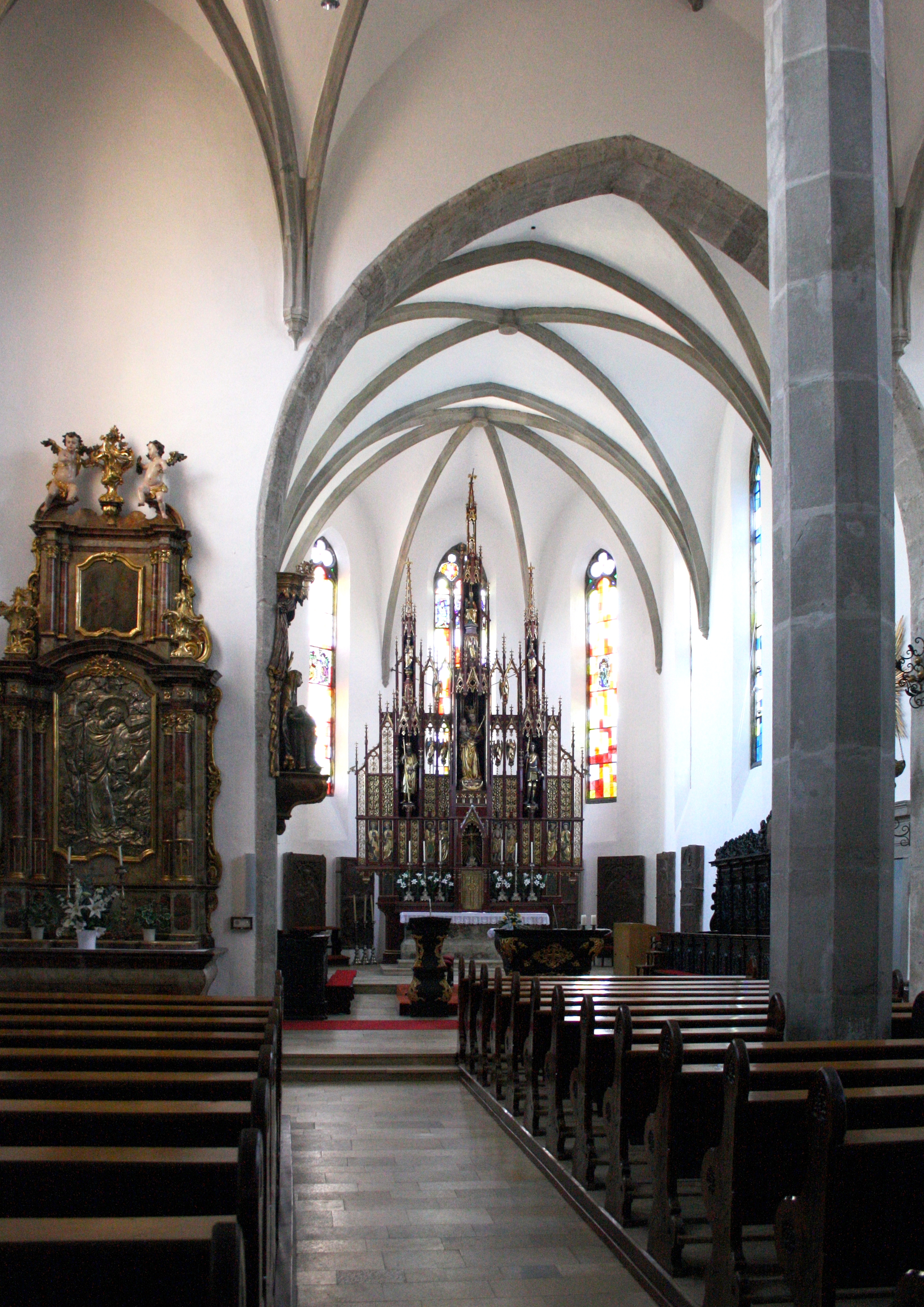
Innenansicht Richtung Hochaltar

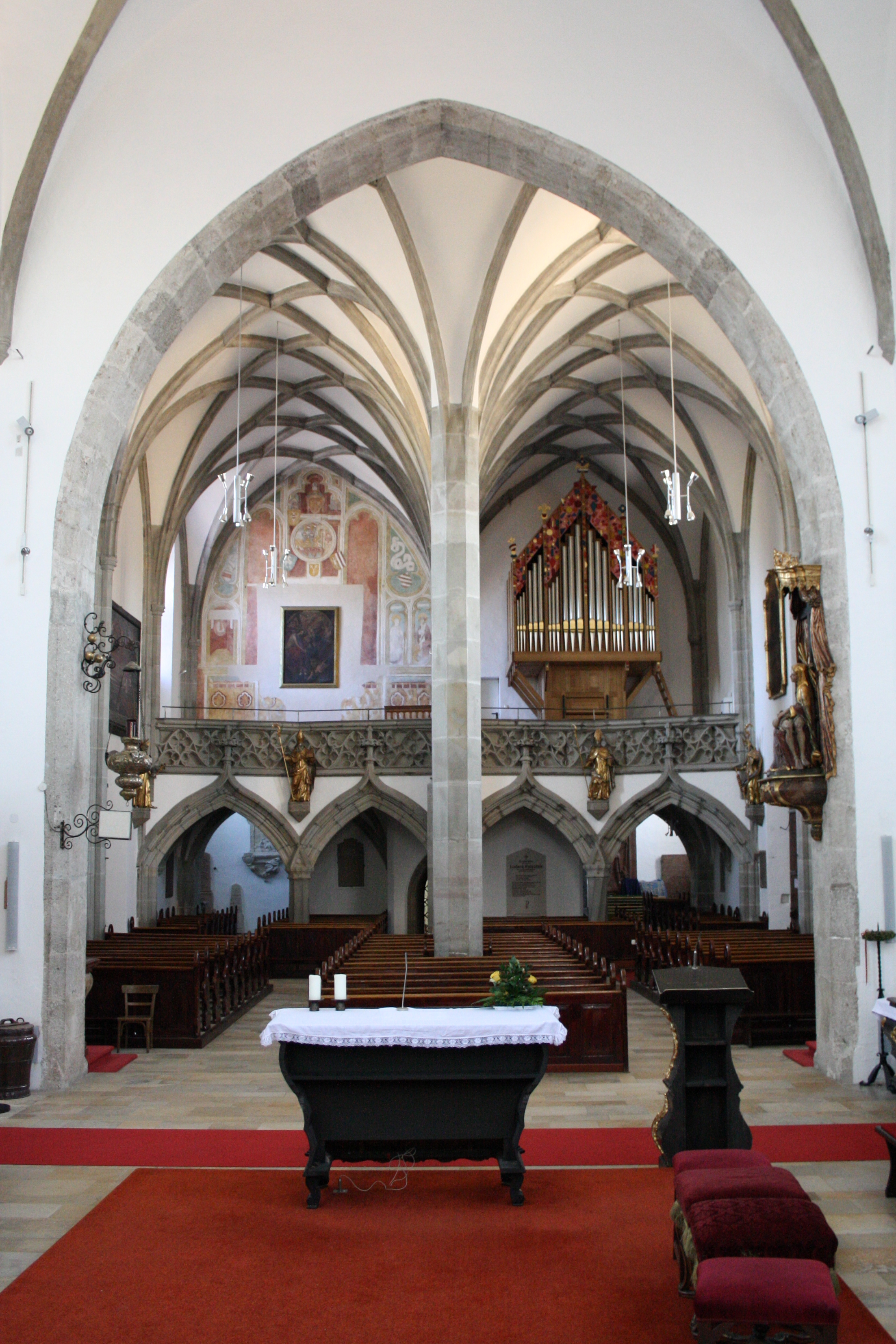
Innenansicht Richtung Empore

Der zweijochige gotische Chor, um 1400 errichtet, ist einschiffig und hat einen 5/8-Schluss. Das zweischiffige und vierjochige Langhaus wurde unter Einbeziehung älterer Bauteile von 1450 bis 1476 gebaut. Das Gewölbe wird von drei achteckigen Säulen getragen. Die Empore ist vierachsig. Zu Beginn des 16. Jahrhunderts wurde der mächtige Westturm, der nie seine vorgesehene Höhe erreichte, angebaut. Der schmächtigere Turm sollte geschleift und die dadurch entstandene Lücke mittels Verlängerung des Langhauses zum mächtigen Westturm geschlossen werden. Aus wirtschaftlicher Not und durch die Erschütterungen der Reformationszeit konnte dies jedoch nicht realisiert werden. Die Sakristei wurde zu Beginn des 18. Jahrhunderts errichtet.

## Kircheneinrichtung
Der neugotische Hochaltar stammt aus dem Jahr 1869. In dessen Zentrum steht eine Muttergottesstatue, die um 1430/40 geschaffen wurde. Das Chorgestühl ist barock und mit 1721 „datiert“. Der linke Seitenaltar aus dem Jahr 1730 wurde vom Jakob Adlhart restauriert, zu einem Leonhardialtar umgestaltet und 1934 am jetzigen Ort aufgestellt. Der rechte neubarocke Seitenaltar stammt aus dem Jahr 1935 und wurde von Jakob Adlhart als Gegenstück zum linken geschaffen. Über dem Südportal hängt ein Votivbild aus dem Jahr 1689, welches der Bürger Jakob Reisner stiftete.
Unter der Empore befindet sich nordseitig die „Perkheimerkapelle“ aus dem Jahr 1461 und südseitig die „Englgruftkapelle“ mit dem 1891 geschaffenen neugotischen Barbara-Altar. In der Kapelle befinden sich zahlreiche Grabsteine der Adelsfamilie Engl von Wagrain.
Die Orgel mit 28 Registern und 1580 Pfeifen stammt aus der Werkstatt des Bludenzer Orgelbauers Christoph Enzenhofer und wurde am 13. Juni 2010 eingeweiht.
In der Glockenstube im Westturm befinden sich vier Glocken. Eine 1.600 kg und eine 1.400 kg schwere Glocke sind vom Salzburger Glockengießer Hans Reicher aus dem Jahr 1495. Eine 350 kg schwere Glocke von der Glockengießerei St. Florian ist aus dem Jahr 1959. Eine 657 kg schwere Glocke ist von der Glockengießerei Grassmayr.